# Carnin
Carnin è un comune francese di 1 036 abitanti situato nel dipartimento del Nord nella regione dell'Alta Francia.
Qua nacque il calciatore Albert Eloy (1892-1947).

## Società

### Evoluzione demografica
Abitanti censiti